# "BLUE" A TRIBUTE TO YUTAKA OZAKI
『"BLUE" A TRIBUTE TO YUTAKA OZAKI』（ブルー ア・トリビュート・トゥ・ユタカ・オザキ）は、日本のシンガーソングライターである尾崎豊のトリビュート・アルバム。
2004年3月24日にSME Recordsから『"GREEN" A TRIBUTE TO YUTAKA OZAKI』と同時に発売された。当初、コピーコントロールを目的としたレーベルゲートCD2として出荷されていた。しかし、レーベルゲートCD2が廃止されたことに伴い、2005年7月27日に通常のCDであるCD-DAとして再発が開始された。

## 解説
尾崎の楽曲をMr.Childrenや宇多田ヒカル、槇原敬之等、様々なアーティストがカバーしている。尾崎の十三回忌に合わせて、"BLUE"盤と"GREEN"盤の2枚が同時に発売されている。今作はプロのミュージシャンで構成されている。 

### Crouching Boys（クラウチング・ボーイズ）
尾崎の長男のHIRO OZAKI（尾崎裕哉）と、当時の尾崎のプロデューサーだった須藤晃の息子TOMI YOが結成したユニット。英語の語りをHIRO、バック・トラックをTOMIが担当。TOMIはCasualSnachとしても活動。

#### メンバー
- 尾崎裕哉（おざきひろや）
- Tomi Yo（とおみよう）

### 参加アルバム
- "BLUE" A TRIBUTE TO YUTAKA OZAKI
  - 15の夜
- THE JAPAN GOLD DISC AWARD 2005（2005年3月9日）
  - 15の夜

## 収録曲
| 全作詞・作曲: 尾崎豊。 |                                       |           |            |                                              |                |      |
| #                      | タイトル                              | 作詞      | 作曲・編曲 | 編曲                                         | アーティスト   | 時間 |
| 1.                     | 「ダンスホール」(DANCE HALL)          | 尾崎豊    | 尾崎豊     | ホッピー神山                                 | Cocco          | 4:57 |
| 2.                     | 「僕が僕であるために」(MY SONG)       | 尾崎豊    | 尾崎豊     | 小林武史、Mr.Children                        | Mr.Children    | 4:52 |
| 3.                     | 「路上のルール」(RULES ON THE STREET) | 尾崎豊    | 尾崎豊     | 須藤晃                                       | 橘いずみ       | 4:43 |
| 4.                     | 「十七歳の地図」(SEVENTEEN'S MAP)     | 尾崎豊    | 尾崎豊     | 佐久間正英、175R／ブラスアレンジ：佐久間正英 | 175R           | 4:00 |
| 5.                     | 「I LOVE YOU」                        | 尾崎豊    | 尾崎豊     | GOH HOTODA                                   | 宇多田ヒカル   | 4:03 |
| 6.                     | 「太陽の破片」(TAIYO NO HAHEN)        | 尾崎豊    | 尾崎豊     | 岡村靖幸                                     | 岡村靖幸       | 5:12 |
| 7.                     | 「LOVE WAY」                          | 尾崎豊    | 尾崎豊     | 西川進                                       | 大森洋平       | 5:14 |
| 8.                     | 「街路樹」(TREES LINING A STREET)     | 尾崎豊    | 尾崎豊     | 須藤晃                                       | 山口晶         | 5:32 |
| 9.                     | 「OH MY LITTLE GIRL」                 | 尾崎豊    | 尾崎豊     | 森俊之                                       | 竹内めぐみ     | 4:23 |
| 10.                    | 「闇の告白」(EXIST IN THE DARK)       | 尾崎豊    | 尾崎豊     | 斉藤和義                                     | 斉藤和義       | 4:38 |
| 11.                    | 「Forget-me-not」                     | 尾崎豊    | 尾崎豊     | 槇原敬之                                     | 槇原敬之       | 4:46 |
| 12.                    | 「15の夜」(THE NIGHT)                 | 尾崎豊    | 尾崎豊     | Tomi Yo                                      | Crouching Boys | 5:57 |
| 合計時間:              | 合計時間:                             | 合計時間: | 合計時間:  | 58:42                                        |                |      |

## スタッフ・クレジット

### 参加ミュージシャン
| 1. 「ダンスホール」 - 手代木克仁 - ギター - Whacho - ドラムス、タンバリン - ホッピー神山 - デジタル・プレジデント、スライド・ゲイシャ、グラム・ポット - ナスノミツル - ベース 2. 「僕が僕であるために」 - 桜井和寿 - ボーカル、ギター - 田原健一 - ギター - 中川敬輔 - ベース - 鈴木英哉 - ドラムス 3. 「路上のルール」 - 原治武 - ドラムス - 長谷川剛介 - ベース - 橘いずみ - アコースティック・ギター - A.S. - その他 4. 「十七歳の地図」 - SHOGO - ボーカル - KAZYA - ギター - ISAKICK - ベース - YOSHIAKI - ドラムス - 西村浩二 - トランペット - 村田陽一 - トロンボーン - 山本拓夫 - アルトサックス - 柴田俊文 - ピアノ 5. 「I LOVE YOU」 - 宇多田ヒカル - ボーカル - 河野圭 - キーボード | 1. 「太陽の破片」 - 宇田川博史 - ドラムス - 岡村靖幸 - アザー・インストゥルメンツ 2. 「LOVE WAY」 - 西川進 - ギター、ベース、プログラミング - cool-k - プログラミング 3. 「街路樹」 - YU-YA - ドラムス - JUNN - ベース - 山口晶 - アコースティック・ギター、ハーモニカ - A.S. - その他 4. 「OH MY LITTLE GIRL」 - 森信行 - ドラムス - 沖山優司 - ベース - 西川進 - エレクトリックギター - 森俊之 - キーボード、シンセサイザー、プログラミング - 後藤勇一郎ストリングス - ストリングス 5. 「闇の告白」 - 斉藤和義 - ボーカル、アコースティック・ギター 6. 「Forget-me-not」 - 槇原敬之 - オール・インストゥルメンツ - 毛利泰士 - マニピュレーター 7. 「15の夜」 - Hiro Ozaki - ポエムリーディング - Tomi Yo - サウンド・メーキング - 吉田翔平 - ヴァイオリン - 川口綾子 - ヴァイオリン - 山本翔平 - ヴィオラ - 平泉やすあき - チェロ |

### レコーディング・スタッフ
- ホッピー神山 - プロデューサー（1曲目）
- 3億3千万円 - パフォーム（1曲目）
- 寺田仁 - レコーディング・エンジニア（1曲目）、ミックス・エンジニア（1曲目）
- テーラー寺田 (Speedstar Records) - A&Rディレクション（1曲目）
- 上野新 (MS Artist Products Inc.) - マネージメント（東京）（1曲目）
- ドンバー小松 (Cocco Ltd.) - マネージメント（沖縄）（1曲目）
- Mr.Children - パフォーム（2曲目）、プロデューサー（2曲目）
- 小林武史 - プロデューサー（2曲目）
- 今井邦彦 - レコーディング・スタジオ（2曲目）、ミックス・スタジオ（2曲目）
- 須藤晃 - プロデューサー（3,8曲目）
- Police Saitoh - レコーディング・エンジニア（3,8曲目）、ミックス・エンジニア（3,8曲目）
- 関朋充 - アシスタント・エンジニア（3曲目）
- 佐久間正英 - プロデューサー（4曲目）
- 175R - プロデューサー（4曲目）
- 山口州治 - レコーディング・エンジニア（4曲目）、ミックス・エンジニア（4曲目）
- 岡村靖幸 - ミックス・エンジニア（6曲目）
- 深澤秀行 - ミックス・エンジニア（6曲目）、プログラミング（6曲目）
- 玉乃井光紀 - アシスタント・エンジニア（6曲目）
- まつもと"トラボルタ"げん（吉本興業） - マネージメント（6曲目）
- 西川進 - プロデューサー（7曲目）
- 大森洋平 - プロデューサー（7曲目）
- 堀尾昌周 - プロデューサー（7曲目）
- 阿部哲也 - レコーディング・エンジニア（7曲目）
- 井上うに - レコーディング・エンジニア（9曲目）、ミックス・エンジニア（9曲目）
- 小林賢 - レコーディング・エンジニア（9曲目）
- 秋窪博一 (birdie house inc.)
- 新津智之 (IRc2スタジオ) - アシスタント・エンジニア
- 槇原敬之 - プロデューサー（11曲目）
- 飯尾芳史 - レコーディング・エンジニア（11曲目）、ミックス・エンジニア（11曲目）

### 制作スタッフ
- 須藤晃（カリントファクトリー） - プロデューサー

- トム・コイン（英語版） (Sterling Sound, NY) - マスタリング・エンジニア

- 田島照久 (Thesedays Inc.) - アート・ディレクション、全写真撮影、デザイン

- 永田恵介 (SME Records Inc.) - メディア・プロデューサー
- 堀尾昌周 (SME Records Inc.) - A&R
- 斉藤剛 (SMD) - セールス・プロモーション
- 林慶太郎 (SMD) - セールス・プロモーション

- 瀬尾勝 (SME Records Inc.) - ゼネラルプロデューサー
- 佐藤康広 (SME Records Inc.) - エグゼクティブ・プロデューサー